# Juliette Bussière Laforest-Courtois
Juliette Bussière Laforest-Courtois, född 1789 Cap-Haitien på Haiti, död 24 december 1853, var en haitisk pedagog och journalist. Hon var Haitis första kvinnliga journalist, och grundade den första skolan på Haiti som var öppen för flickor.  
Hon var medlem av öns fria färgade klass, affranchis, och följde strax efter födelsen med fadern, som var deputerad, på hans uppdrag till Paris, där hon tillägnade sig en hög bildning. Hon återvände till Haiti efter sitt giftermål med Joseph Courtois 1816. År 1818 öppnade hon tillsammans med maken ett internat, La Maison d'Éducation. Det var den första utbildningsinstitutionen öppet för båda könen på Haiti och därmed den första utbildningsanstalten för kvinnor. Hon undervisade själv i musik och litteratur. När skolan stängdes 1828 fanns inga skolor tillgängliga för flickor på Haiti som erbjöd seriös undervisning förrän den kejserliga flickskolan öppnade 1850.     
Hon drev sedan tidningen La Feuille du Commerce gemensamt med maken. Hon både skrev artiklar och fungerade som ansvarig redaktör vid makens frånvaro. Som sådan var hon den första journalisten av sitt kön på Haiti och länge unik; ingen annan kvinna skulle vara aktiv i yrket förrän Anna Augustin 1923. Tidningen blev känd för sin opposition mot president Jean-Pierre Boyer och 1830 dömdes maken till 22 månaders fängelse för att ha förolämpat regimen. Hon fortsatte driva tidningen ensam under hans frånvaro. Då Faustin Soulouque kom till makten blev maken än en gång arresterad. Under processen noterades det att hon följde honom till och från fängelset med vapen under sjalen för att försvara honom om han blev attackerad. Joseph Courtois dömdes denna gång till landsförvisning. Hon fortsatte att driva tidningen ensam fram till sin död.